# Ужасающий
«Ужаса́ющий» (англ. Terrifier) — американский малобюджетный слэшер 2016 года. Режиссёром фильма выступил Дэмиен Леоне, воплотивший в фильме образ Арта, также изображённого в его короткометражных работах «Девятый круг» (2008) и «Несущий ужас» (2011) и фильме «Канун Дня Всех Святых» (2013). В картине снимались Дженна Кэнелл, Саманта Скаффиди, Кэтрин Коркоран и Дэвид Ховард Торнтон. Основным местом действия фильма становится ветхий многоквартирный дом, представляющий собой лабиринт, сквозь который должны пройти герои, Тара Хейз (Кэнелл) и её сестра Виктория (Скаффиди), сражаясь с клоуном Артом (Торнтон).
Леоне пытался собрать средства на полнометражный фильм по короткометражке «Несущий ужас» через кампанию на Indiegogo, однако цель не увенчалась успехом. Тогда продюсер Фил Фальконе решил помочь ему с финансированием, в обмен на собственное участие в проекте в качестве продюсера. Майк Джаннелли, игравший Арта в предыдущих фильмах, завершил свою актёрскую карьеру до начала съёмок, и в этой роли его заменил Торнтон. В процессе работы над сценарием Леоне сосредоточился исключительно на образе Арта, попутно погрузившись в грим и практические эффекты. Из-за этого он забыл прописать персонажей главных героев, о чём впоследствии сожалел.
Бюджет фильма составил $35—$55 тысяч долларов. Премьера состоялась на кинофестивале ужасов в Тельюрайде (Telluride Horror Show) в октябре 2016 года, после чего права на его показ получил веб-портал Dread Central и студия Epic Pictures. Лента получила в целом положительные отзывы от критиков и в итоге породила медиафраншизу. Продолжение под названием «Ужасающий 2» вышло в прокат в 2022 году. В 2024 году вышла третья часть — «Ужасающий 3».

## Сюжет
Фильм начинается с того, что в маленьком телевизоре показывают шоу, в котором берут интервью у девушки, которая выжила в ужасной резне, устроенной клоуном по имени Арт. Ведущая шоу Моника Браун напоминает, что тело убийцы исчезло из морга, и предполагает, что он до сих пор жив. После окончания шоу, оскорблённая ведущей девушка с ужасными шрамами, нападает на неё и выдавливает глаза.
Теперь нам показывают главных персонажей, Тару и её подругу Доун. В ночь Хэллоуина после вечеринки они заходят в пиццерию, куда за ними следует и Арт. Он садится за соседний столик и начинает корчить рожицы Таре. Девушки уходят, а клоун рисует помоями в туалете кафе своё имя, за что менеджер кафе пытается его прогнать, но в итоге платится своей жизнью. На улице Тара замечает заброшенный дом и заходит внутрь, чтобы посетить уборную. Там она встречает странную женщину, которая держит в руках куклу и уверяет Тару, что это её дочь. Напуганная девушка убегает, но на неё нападает Арт и вкалывает шприц. Тара просыпается привязанной к стулу, рядом с ней вверх тормашками висит обнажённая Доун. Арт распиливает её пополам с помощью ножовки, а Тара пытается выбраться и ей удаётся разломать стул. Далее начинается игра в кошки-мышки, попутно происходят убийства и других персонажей — хозяина дома, дезинсектора Майка, женщины с куклой. После Тара отбивается от клоуна, однако он ранит её из пистолета несколько раз. Девушка не может бежать, а клоун идёт менять патроны. Арт делает финальный выстрел в Тару, убивая её.
В какой-то момент в доме появляется сестра Тары Виктория. После долгой погони Арта за новой жертвой по заброшенному жилищу, усыпанному трупами, клоун находит Викторию в гараже. Он таранит двери пикапом, нанося девушке тяжёлые травмы и пока она беспомощно лежит, начинает есть её лицо. Прибывшая полиция не успевает задержать убийцу, так как Арт стреляет себе в рот из пистолета. Арта отвозят в морг, где он воскресает. Виктория выживает и попадает в больницу, откуда, после долгой реабилитации она попадает на шоу, с эпизода которого начинается фильм.

## В ролях
| Актёр                | Роль                      |
| -------------------- | ------------------------- |
| Дженна Кэнелл        | Тара Хейз                 |
| Саманта Скаффиди     | Виктория Хейз сестра Тары |
| Дэвид Ховард Торнтон | клоун Арт                 |
| Кэтрин Коркоран      | Доун Эмерсон подруга Тары |
| Пуя Мохсени          | кошатницa                 |
| Мэтт Макаллистер     | Майк дезинсектор          |
| Кэти Магуайр         | Моника Браун              |
| Джино Кафарелли      | Стив                      |
| Кори Дювал           | судмедэксперт             |
| Майкл Ливи           | Уилл дезинсектор          |
| Эрик Замора          | Рамон                     |

## Создание
Зрители впервые познакомились с клоуном Артом в 2008 году в короткометражном фильме режиссёра и сценариста Дэмиена Леоне «Девятый круг». В 2011 году Леоне поставил короткометражку «Несущий ужас», сделав в ней Арта главным антагонистом. В 2013 году обе короткометражки попали в антологию «Канун Дня Всех Святых», ставшей режиссёрским дебютом Дэмиена Леоне в полнометражном кино.
В 2015 году Леоне запустил кампанию по сбору средств на создание «Ужасающего», полнометражного спин-оффа «Кануна Дня Всех Святых», на платформе краудфандинга Indiegogo. Узнав о запуске кампании, кинематографист Фил Фальконе предоставил необходимые средства для проекта в обмен на должность продюсера. В фильмах «Девятый круг», «Несущий ужас» и «Канун Дня Всех Святых» роль Арта играл Майк Джаннелли, однако он принял решение не продолжать актёрскую карьеру и не возвращаться к роли Арта в полнометражном фильме «Ужасающий». В связи с этим роль была передана Дэвиду Ховарду Торнтону. Торнтон уже был знаком с «Кануном Дня Всех Святых», когда проходил прослушивание на роль Арта в «Ужасающем», и получил роль после того, как сымпровизировал сцену убийства в пантомиме.

## Релиз
Премьера фильма «Ужасающий» состоялась на фестивале Telluride Horror Show 15 октября 2016 года. Картина показывалась на Horror Channel FrightFest 28 октября 2017 года. Затем компания Epic Pictures Releasing выпустила фильм в ограниченный прокат в кинотеатрах 15 и 16 марта 2018 года.

### На домашних носителях
«Ужасающий» вышел на DVD и Blu-ray 27 марта 2018 года. Релиз включает в себя аудиокомментарии от Дэмиена Леоне и Дэвида Ховарда Торнтона, а также закулисные видеоролики, интервью с актрисой Дженной Кэнелл, удалённые сцены, коллекционную обложку и множество других материалов. 29 марта 2019 года компания Witter Entertainment выпустила фильм на VHS.

## Восприятие

### Кассовые сборы
«Ужасающий» собрал по всему миру $421 798. «Terrifier & Terrifier 2 — Double Bill» вышел в Великобритании 27 сентября 2024 года и собрал $122 174.

### Оценки и критика
Фильм был оценён критиками положительно. На сайте-агрегаторе Rotten Tomatoes фильм имеет 26 отзывов, из которых 16 положительные и 10 отрицательные и в общей сложности фильм имеет рейтинг 62 % с общей оценкой 6 баллов из 10. В то время как игра главного героя Дэвида Ховарда Торнтона и спецэффекты были хорошо восприняты критиками, построение диалогов и действие некоторых сцен, а также отсутствие развития характера главных героев оставили их разочарованными.
Антон Бител из Британского института кино описал фильм как «захватывающую и убивающую поездку без подтекста, которая открыто рекламирует явную бессмысленность и безвозмездность многочисленных смертей на экране и „непримиримо“ чистое жанровое произведение, сталкивающее и забавляющее нас со всей зловещей замаскированной опосредованностью духа Хэллоуина». Коди Хэмман, обозреватель сайта JoBlo.com, присудил фильму оценку 8/10, назвав его «очень простым фильмом, обеспечивающим 84 минуты погонь и резни, которые происходят в основном в пределах одного места. Леоне, однако, чёрт возьми, руководит этим простым сценарием, выжимая из каждого момента всё возможное напряжение. Это захватывающий, жестокий, кровавый возврат 80-х годов, который я рекомендую изучить, особенно если вам свойственна любовь к картинам того десятилетия, которые этот фильм, очевидно, высоко ценит». Сол Харрис из журнала Starburst дал фильму оценку 6/10, написав: «Представленный как нечто вроде возврата к фильмам ужасов 80-х годов, у „Ужасающего“ гораздо больше стиля — как визуально, так и на слух — чем у среднего фильма такого рода. Это удивительно красивая картина для фильма о клоуне, разрубающем людей на куски». Джереми Аспиналл из Radio Times похвалил фильм, написав: «Но, несмотря на беспощадную кровь, здесь также много атмосферы и гложущего напряжения, которое сохраняется вплоть до кульминации, намекающей на продолжение».
Фильм не обошёлся без своих недоброжелателей. Обозреватель Film Inquiry.com Амиана Бартли почувствовала, что сценарию фильма не хватает как чётких главных героев, так и глубины: «У Клоуна есть потенциал стать чудовищно страшным персонажем фильмов ужасов, ему просто нужно больше времени для выдержки и созревания». Феликс Васкес-младший из Cinema Crazed назвал фильм «довольно посредственным слэшером», заявив, что фильму не хватало творчества и напряжения, а также подвергнув критике сюжетную линию. Васкес завершил свой обзор словами: «Как фильм „Ужасающий“ претендует на большее, но ощущается как одноразовая услуга для вечеринки, о которой вы забудете, как только появятся титры».

### Награды и номинации
Картина получила три номинации на Fangoria Chainsaw Award: «Лучший ограниченный релиз», «Лучшая роль второго плана» (для Торнтона) и «Лучший грим» (для Леоне).

## Комикс
В 2021—2022 годах Дэмиен Леоне издавал ограниченную серию комиксов Terrifier в двух частях с рисунками Стива Макгинниса.

## Сиквелы
В феврале 2019 года Дэмиен Леоне анонсировал продолжение «Ужасающего». К тому времени сценарий уже был готов. Съёмки начались в октябре 2019 года, а производственными компаниями выступили Fuzz on the Lens Productions и Dark Age Cinema. Однако в последние дни съёмок Леоне был вынужден свернуть работу из-за пандемии COVID-19. Активное производство возобновилось только в сентябре 2020 года и завершилось в 2021 году. Премьера сиквела состоялась на лондонском Arrow Video FrightFest 29 августа 2022 года. 6 октября того же года фильм вышел в американский прокат, а 11 ноября 2022-го появился на стриминговых платформах.
После успеха «Ужасающего 2» Леоне снял триквел, «Ужасающий 3», который вышел на экраны 11 октября 2024 года. Следом за успехом третьей части стало известно, что в разработке находится «Ужасающий 4».